# Comuna Stoenești, Giurgiu
Stoenești este o comună în județul Giurgiu, Muntenia, România, formată din satele Ianculești, Mirău și Stoenești (reședința).

## Așezare
Comuna se află în partea central-vestică a județului, pe malul drept al Câlniștei. Este străbătută de șoseaua județeană DJ603, care o leagă spre vest de Schitu (unde se intersectează cu DN5B) și Ghimpați (unde se termină în DN6), și spre est de Călugăreni (unde se intersectează cu DN5), Mihai Bravu și Comana.

## Demografie
Componența etnică a comunei Stoenești
     Români (90,67%)
     Romi (1,5%)
     Alte etnii (0%)
     Necunoscută (7,82%)
Componența confesională a comunei Stoenești
     Ortodocși (91,81%)
     Alte religii (0,31%)
     Necunoscută (7,88%)
Conform recensământului efectuat în 2021, populația comunei Stoenești se ridică la 1.930 de locuitori, în scădere față de recensământul anterior din 2011, când fuseseră înregistrați 2.249 de locuitori. Majoritatea locuitorilor sunt români (90,67%), cu o minoritate de romi (1,5%), iar pentru 7,82% nu se cunoaște apartenența etnică. Din punct de vedere confesional, majoritatea locuitorilor sunt ortodocși (91,81%), iar pentru 7,88% nu se cunoaște apartenența confesională.

## Politică și administrație
Comuna Stoenești este administrată de un primar și un consiliu local compus din 11 consilieri. Primarul, Preda-Alexandru Vladu[*], de la Partidul Național Liberal, este în funcție din 1 noiembrie 2024. Începând cu alegerile locale din 2024, consiliul local are următoarea componență pe partide politice:
|  | Partid                     | Consilieri | Componența Consiliului | Componența Consiliului | Componența Consiliului | Componența Consiliului | Componența Consiliului | Componența Consiliului | Componența Consiliului |
|  | -------------------------- | ---------- | ---------------------- | ---------------------- | ---------------------- | ---------------------- | ---------------------- | ---------------------- | ---------------------- |
|  | Partidul Național Liberal  | 7          |                        |                        |                        |                        |                        |                        |                        |
|  | Partidul Social Democrat   | 3          |                        |                        |                        |                        |                        |                        |                        |
|  | Partidul Mișcarea Populară | 1          |                        |                        |                        |                        |                        |                        |                        |

## Istorie
La sfârșitul secolului al XIX-lea, comuna făcea parte din plasa Câlniștea a județului Vlașca și era formată din satele Stoenești-Moșteni, Stoeneștii de Jos și Stoeneștii de Sus. Existau în comună o moară cu aburi, două biserici și o școală mixtă. La acea vreme, pe teritoriul actual al comunei mai funcționa în aceeași plasă și comuna Tangâru, formată din satele Gubavia, Mirău, Tangâru și Petru Rareș, având în total 1379 de locuitori, două biserici și o școală mixtă.
Anuarul Socec din 1925 consemnează comunele în plasa Călugăreni a aceluiași județ, Stoenești având 2155 în singurul sat omonim de reședință, iar comuna Tangâru având 1260 de locuitori în satele Mirău și Tangâru.
În 1950, comunele au fost transferate raionului Giurgiu din regiunea București, comuna Tangâru fiind la un moment dat absorbită de comuna Stoenești. În 1968, comuna Stoenești a trecut la județul Ilfov; tot atunci, satul Tangâru a fost desființat și comasat cu satul Stoenești. În 1981, o reorganizare administrativă regională a dus la transferarea comunei la județul Giurgiu.

## Monumente istorice
Trei obiective din comuna Stoenești sunt incluse în lista monumentelor istorice din județul Giurgiu ca monumente de interes local. Unul este un sit arheologic, tellul de la „Măgura Tangâru” (1,5 km nord de satul Stoenești), datând din neolitic (cultura Boian, fazele III și IV, și cultura Gumelnița, fazele I–III). Celelalte două sunt clasificate ca monumente de arhitectură: biserica „Sfântul Gheorghe” (1863) din Mirău; și biserica „Cuvioasa Paraschiva” și „Sfântul Nicolae” (1838) din Stoenești.